# Červenkova kaple
Červenkova kaplička v Nových Strašnicích v Praze 10 stojí na jižní straně Novostrašnické ulice. Od prosince 2012 je registrována jako kulturní památka. Jedná se o architektonicky pozoruhodný objekt drobné sakrální stavby ve formách čistého klasicismu.

## Popis kaple
Jde o stavbu na téměř čtvercovém půdorysu, která je nad závěrovou jižní částí opatřena hranolovou věžičkou. Fasáda je zakončena profilovanou římsou, v ose se vstupem vybíhá trojúhelníkový štít. Průčelí kolem půlkruhově zakončeného vstupu je členěno na každé straně dvojicí jónských pilastrů s profilovanými patkami a sokly. V interiéru je kaple sklenuta jedním polem zrcadlové klenby, v závěrové stěně s mělkou obdélnou nikou. Zde v minulosti byl umístěn malý oltář s klekátkem a pamětní deskou s textem: „Ku přání choti své / ANTONIE / postavil kapličku tuto / JOSEF ČERVENKA / býv. majitel usedlosti č. 11 / ve Starých Strašnicích / a majitel usedlosti č. 1 / v Nových Strašnicích / 1900“.

## Historie kaple
Pozdně klasicistní kaple pochází patrně z poloviny 19. století. Podle rodinné tradice byla postavena na paměť ženy, která zemřela na nákazu při ošetřování studentů v době studentských bouří v roce 1848.